# آلن مکینتاش
 آلن مکینتاش (انگلیسی: Allan Mackintosh؛ زاده ۲۲ ژانویهٔ ۱۹۳۶ درگذشته ۲۰ دسامبر ۱۹۹۵) یک فیزیک‌دان اهل بریتانیا بود.